# Rio Pequeno (vattendrag i Brasilien, Santa Catarina)
Rio Pequeno är ett vattendrag i Brasilien.   Det ligger i delstaten Santa Catarina, i den södra delen av landet, 1 300 km söder om huvudstaden Brasília.